# Andreas Kutschke

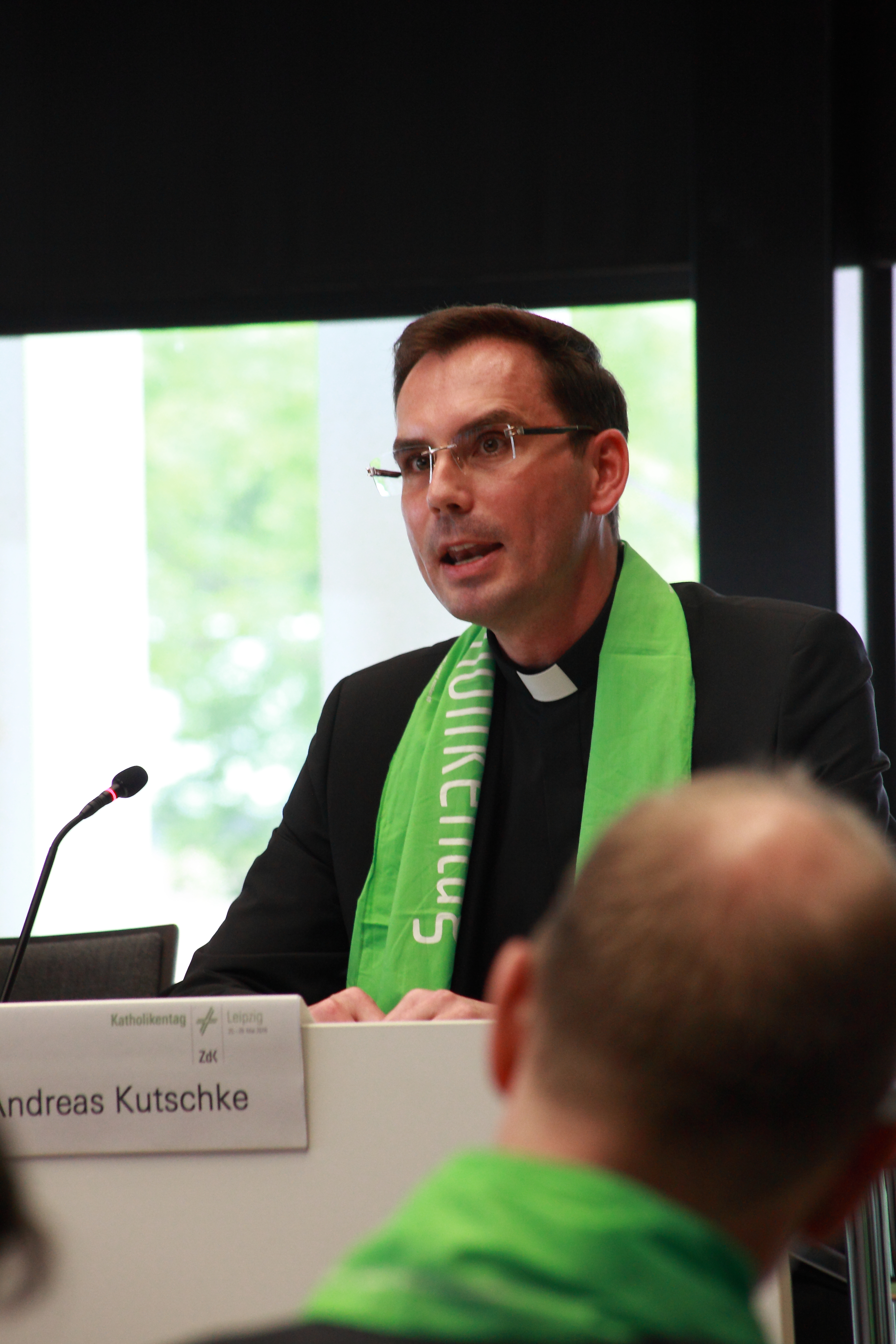
Andreas Kutschke

Andreas Kutschke (* 7. November 1973 in Wurzen, DDR) ist ein deutscher römisch-katholischer Geistlicher und Generalvikar des Bistums Dresden-Meißen.

## Leben
Kutschke verbrachte seine Kindheit in Thammenhain im nordwestlichen Sachsen. Er absolvierte die Polytechnische Oberschule bis zur 10. Klasse; die erweiterte Oberschule (Gymnasium) durfte er wegen seines katholischen Glaubens nicht besuchen. Er trat nach der Wende in das Spätberufenenseminar im bayrischen Kloster Fockenfeld bei Tirschenreuth ein und absolvierte hier sein Abitur. Anschließend leistete er seinen Grundwehrdienst in der Bundeswehr. 
1995 trat er ins Priesterseminar ein und studierte Philosophie und Theologie am Philosophisch-Theologischen Studium Erfurt (heute Katholisch-Theologische Fakultät Erfurt) sowie an der Päpstlichen Universität Gregoriana in Rom (1997/98). 1997 wurde er in Rom Mitglied der KAV Capitolina Rom im CV. Sein Diakonat absolvierte er in Chemnitz.
Am 18. Mai 2002 empfing Kutschke in Dresden die Priesterweihe. Er war zunächst Kaplan und Dekanatsjugendseelsorger in Zittau und in der Dompfarrei St. Petri Bautzen, wo er auch die zweisprachigen Sorben betreute. Seit 2010 war er als Pfarrer in Stollberg im Erzgebirge tätig und Mitglied im Priesterrat.
Kutschke wurde am 12. November 2013 von Bischof Heiner Koch als Nachfolger von Michael Bautz zum Generalvikar des Bistums Dresden-Meißen ernannt, dieses Amt trat er zum 6. Januar 2014 an. Darüber hinaus berief ihn Koch zum Domkapitular.

Wappen des Generalvikars

Mit der Ernennung Kochs zum Erzbischof von Berlin erlosch sein Amt als Generalvikar am 8. Juni 2015. Koch berief Kutschke für die Dauer seines Amts als Apostolischer Administrator des Bistums Dresden-Meißen zu seinem ständigen Vertreter. Diese Funktion endete mit der Amtseinführung Kochs in Berlin am 19. September 2015. Einen Tag später wählte ihn das Domkapitel zum Diözesanadministrator des Bistums Dresden-Meißen. Mit der Amtseinführung des neuen Bischofs Heinrich Timmerevers am 27. August des folgenden Jahres endete diese Aufgabe. Timmerevers ernannte Kutschke am selben Tag erneut zum Generalvikar. Das Domkapitel St. Petri zu Dresden wählte Andreas Kutschke am 12. Januar 2018 in geheimer Wahl zum Domdekan. Die Einführung erfolgte am Sonntag, 4. März 2018.